# Округ Јанг (Тексас)
Округ Јанг (енгл. Young County) је округ у америчкој савезној држави Тексас. По попису из 2010. године број становника је 18.550.

## Демографија
Према попису становништва из 2010. у округу је живело 18.550 становника, што је 607 (3,4%) становника више него 2000. године.
| Група             | 2000.          | 2010.          |
| Белци             | 15.519 (86,5%) | 14.959 (80,6%) |
| Афроамериканци    | 218 (1,2%)     | 232 (1,3%)     |
| Азијати           | 46 (0,3%)      | 65 (0,4%)      |
| Хиспаноамериканци | 1.906 (10,6%)  | 3.045 (16,4%)  |
| Укупно            | 17.943         | 18.550         |